# Leon Kozłowski
Leon Tadeusz Kozłowski, född 6 juni 1892, död 11 maj 1944, var en polsk arkeolog och politiker.
Leon Kozłowski utbildades vetenskapligt i Tyskland och anslöt sig under första världskriget till Józef Piłsudskis polska legionärer. Efter Polens frigörelse blev Kozłowski professor i förhistorisk arkeologi vid Lwows universitet, medlem av sejmen och slutligen senator. Han var en trogen anhängare till Piłsudski och var under dennes diktatur minister för agrarreformen december 1930- mars 1932 i Walery Sławek och Aleksander Prystors regeringar, vice finansminister mars 1932- maj 1934 i Aleksander Prystor och Janusz Jędrzejewiczs regeringar samt var själv statsminister maj 1934- maj 1935. Efter sin avgång återvände Kozłowski till Lwow, där han vid den ryska ockupationen 1939 häktades. Han frigavs vid Sovjetunionens inträde i andra världskriget och mobiliserades som officer för den i Ryssland uppställda, nya polska armén. Kozłowski rymde emellertid till Tyskland, där han drev antikommunistisk propaganda och dömdes som desertör av en polsk domstol på rysk botten till döden. Han avled redan före krigets slut.